# Список символов штата Юта

Расположение штата Юта на территории США

Штат Юта имеет 26 официальных символов, определённых законодательным собранием Юты, и 3 неофициальных символа. Все официальные символы, кроме печати, перечислены в разделе 63G кодекса Юты. В 1896 году Юта стала штатом США, и 3 апреля того же года был утверждён первый символ — печать Юты.
Большинство символов штата Юта связано с наследием мормонских пионеров, такие как Калифорнийская чайка, улей и голландская жаровня. Часть символов Юты используются другими штатами США, например медоносная пчела.

## Официальные символы
| Тип                    | Символ                                         | Описание | Год принятия | Изображение | Примечания    |
| ---------------------- | ---------------------------------------------- | --- | ------------ | --- | ------------- |
| Млекопитающее          | Вапити Cervus canadensis nelsoni               | Обитающие в США и Канаде, большая часть популяции этих лосей была уничтожена охотниками и за счёт сокращения среды обитания. В настоящее время вид встречается в Скалистых горах. | 1971         | | [ 5 ]         |
| Астрономический символ | Звёздное скопление Ясли                        | Рассеянное звёздное скопление Ясли, состоящее из 1000 звёзд, расположено в созвездии Рака. | 1996         | | [ 6 ]         |
| Птица                  | Калифорнийская чайка Larus californicus        | Этот вид чаек в Юте имеет прозвище «Чудо-чайка». В 1848 году, когда первому урожаю мормонских пионеров стали угрожать мормонские сверчки (Anabrus simplex), птицы полностью уничтожили вредителей, и тем самым спасли выращенные культуры.                                                              | 1955         | | [ 7 ]         |
| Эмблема                | Улей                                           | Улей символизирует усердие, которое также является девизом штата. | 1959         | | [ 9 ]         |
| Посуда                 | Голландская жаровня                            | Голландские жаровни использовались на судах первых пионеров. Каждый год в Логане, Юта проводится чемпионат на звание лучшего повара, в котором конкурсанты все блюда готовят в голландских жаровнях. | 1997         | | [ 10 ]        |
| Рыба                   | Бонневилльская форель Oncorhynchus clarki Utah | Эта вид рыбы из отряда стал важным источником питания для пионеров и коренных народов США. | 1997         | | [ 11 ]        |
| Флаг                   | Флаг Юты                                       | В центре тёмно-синего полотнища размещена печать штата, окружённая золотым кольцом. | 1913         | Utah State Flag | [ 2 ]         |
| Цветок                 | Калохортус Нуталля Calochortus nuttallii       | Луковица этого цветка использовалась в пищу мормонскими пионерами и коренными народами, когда возникала нехватка продовольствия. | 1911         | | [ 12 ]        |
| Танец                  | Сквэр данс                                     | Писатель Эндрю Нефф в книге «История Юты» написал, что «каждый мормон должен научиться танцевать этот танец». | 1994         | A group of dancers in colorful Western clothing promenading in a circle, with a man speaking into a microphone on a stage in the background. | [ 14 ]        |
| Огнестрельное оружие   | Browning M1911                                 | Создатель оружия Джон Браунинг был родом из Юты | 2011         | | [ 15 ]        |
| Окаменелости           | Аллозавры                                      | Окаменелые останки данного вида динозавров наиболее часто встречающиеся при раскопках. Обширная коллекция окаменелостей представлена в Музее естественной истории в Солт-Лейк-Сити. | 1988         | | [ 18 ]        |
| Ягода                  | Вишня Prunus avium                             | Вишня является одной из сельскохозяйственных культур, выращиваемых в Юте. | 1997         | | [ 19 ]        |
| Драгоценный камень     | Топаз                                          | В Юте месторождения данного полудрагоценного камня расположены в округах Джуеб, Туела и Бивер. | 1969         | | [ 20 ]        |
| Злаки                  | Индейская рисовая трава Achnatherum hymenoides | Индейская рисовая трава — многолетнее растение из семейства злаков. Коренные народы США перемалывали семена растений в муку. | 1990         | | [ 22 ]        |
| Гимн                   | Utah, We Love Thee                             | Гимн, автором которого является Эван Стивенс, был написан в 1896 году, когда Юта получила статус штата США. | 2003         | | [ 23 ]        |
| Насекомое              | Медоносная пчела Apis mellifera                | Первоначально территория Юта должна была войти в состав США как штат Дезерет. Согласно Книге Ефера (раздел Книги Мормона) слово «Дезерет» на языке древних поселенцев означало медоносная пчела. | 1983         | | [ 24 ]        |
| Язык                   | Английский                                     | В 2000 году избиратели Юты одобрили инициативу о присвоении английскому статусу официального языка штата. | 2000         | — | [ 25 ] [ 26 ] |
| Минерал                | Медь                                           | В Юте расположен Бингем-Каньон — один из крупнейших рудников мира по добыче меди открытым способом. | 1994         | | [ 28 ]        |
| Девиз                  | Усердие                                        | Улей, изображённый на флаге и печати Юты, символизирует собой усердие. | 1959         | — | [ 9 ]         |
| Ископаемое топливо     | Ископаемый уголь                               | Наиболее крупными месторождения угля штата расположены в округах Карбон и Эмери. | 1991         | | [ 30 ]        |
| Печать                 | Печать Юты                                     | В центре, над ульем, помещено слово «усердие». По обе стороны от улья расположены лилии, сверху Белоголовый орлан. 1847 означает год заселение территории современной Юты мормонскими пионерами, 1896 — год включения штата в состав США.                                                               | 1896         | Seal of Utah | [ 2 ] [ 31 ]  |
| Песня                  | Utah, This is the Place                        | Написанная в 1996 году, песня стала альтернативой гимну Юты. | 2003         | — | [ 32 ]        |
| Звезда                 | Дубхе Alpha Ursae Majoris                      | Одна из звёзд, составляющих Большой Ковш. Была выбрана символом в 1996 году, так как считалось, что небесное тело расположено на расстоянии 100 световых лет, что соответствовало столетнему юбилею со дня включения штата в состав США. На самом деле звезда находится на расстоянии 124 световых лет. | 1996         | — | [ 6 ]         |
| Тартан                 | Utah State Centennial                          | Ткань с тартаном впервые стали носить в Юте в 1820-х годах. | 1996         | — | [ 34 ]        |
| Дерево                 | Ель голубая Picea pungens                      | В Юте голубые ели в основном произрастают в горных районах штата. | 1933         | | [ 35 ]        |
| Овощ                   | Испанский сладкий лук Allium cepa              | Лук является одним из основных культур, выращиваемых в округах Бокс-Элдер и Вебер. | 2002         | — | [ 36 ]        |
| Овощ                   | Сахарная свёкла Beta vulgaris                  | Промышленное производство сахара в Юте было налажено с 1891 до 1921 года. Далее от собственного производства отказались, так как закупаемый сахар был дешевле. Последнее предприятие по производству сахара было остановлено в 1980 году.                                                               | 2002         | | [ 36 ]        |

## Неофициальные символы
| Символ               | Тип            | Описание                                                                                      | Год принятия          | Изображение | Примечания |
| -------------------- | -------------- | --------------------------------------------------------------------------------------------- | --------------------- | ----------- | ---------- |
| Изящная арка         | объект туризма | Природная арка из песчаника в национальном парке «Арки»                                       | —                     |             |            |
| «Штат Улья»          | прозвище       | Улей является одним из главных символов Юты, его изображения имеются на флаге и печати штата. | Традиционное прозвище | —           | [ 38 ]     |
| «Юта: вершина жизни» | слоган         | намёк на развитый горный туризм штата.                                                        | 2006                  | —           | [ 39 ]     |
| Jell-O               | закуска        | Название бренда, под которым выпускаются желатиновые десерты.                                 | 2001                  |             | [ 40 ]     |